# Freddy Serrano
Freddy Víctor Serrano Vargas (Grecia, 10 de noviembre de 1977) es un reconocido periodista costarricense. Desde 1997 consagró su carrera al periodismo televisivo de su país donde laboró para Teletica Canal 7 por 10 años. Luego aceptó el cargo de Director de Univisión en Laredo, Texas, Editor y Presentador de NTN24 y en febrero del 2014 dejó el cargo de director de Noticias de Canal 9. En 2022 regresa a Univisión en Washington D. C., Estados Unidos. En 2022 se convierte en Productor de Noticias para UNIVISION en Washington D. C., meses después anuncia que asume la posición de Productor Ejecutivo y Presentador de Noticias en UNIVISION Filadelfia

## Trayectoria
Originario del cantón de Grecia, desarrolló su carrera profesional como director, presentador, reportero y productor de noticias. 
En abril de 2011 se incorporó como director de noticias y presentador del proyecto del nuevo canal de televisión en Costa Rica, Canal 9.
De 1999 a 2008 fue productor, presentador y reportero en Telenoticias de Canal 7.
Del 2004 al 2008 también formó parte de los corresponsales de CNN en Español, El mundo Informa. Cubrió eventos y produjo documentales en Centroamérica, también desarrolló reportajes sobre los ataques del 11 de septiembre del 2001 en Nueva York y el Huracán Katrina en Nueva Orleans en 2005.
Desde el 2008 y por dos años, trabajó para la comunidad hispana en Estados Unidos como director de noticias y presentador de Univisión Laredo.
En abril de 2010 y por un año, pasó a formar parte del equipo de NTN24, el canal internacional de noticias latino para latino, con sede en Bogotá, Colombia, donde desempeñó labores de editor general, presentador de noticias y jefe de emisión.
En marzo de 2022 anunció a través de su web oficial que se une al equipo de UNIVISION en Washington D. C., donde ocupará la posición de Productor encargado de la franja nocturna del noticiero.
En setiembre de 2022 anunció en su web oficial que a partir del mes de octubre pasará a formar parte del equipo de UNIVISION Filadelfia como Productor Ejecutivo y Presentador de Noticias